# Crimson White and Indigo
 (juin 2025).
Si vous disposez d'ouvrages ou d'articles de référence ou si vous connaissez des sites web de qualité traitant du thème abordé ici, merci de compléter l'article en donnant les références utiles à sa vérifiabilité et en les liant à la section « Notes et références ».
Albums de Grateful Dead
Road Trips Volume 3 Number 2
(2010) Road Trips Volume 3 Number 3
(2010)
Crimson White and Indigo est un album live du Grateful Dead sorti en 2010.
Ce coffret de trois CD et un DVD retrace l'intégralité du concert donné le 7 juillet 1989 au John F. Kennedy Stadium de Philadelphie. C'est le dernier concert qui a eu lieu dans ce stade avant sa démolition.

## Titres

### CD 1
1. Hell in a Bucket (Bob Weir, John Barlow) – 6:49
2. Iko Iko (James « Sugar Boy » Crawford) – 7:46
3. Little Red Rooster (Willie Dixon) – 9:32
4. Ramble On Rose (Jerry Garcia, Robert Hunter) – 7:35
5. Stuck Inside of Mobile with the Memphis Blues Again (Bob Dylan) – 9:17
6. Loser (Garcia, Hunter) – 7:15
7. Let It Grow (Weir, Barlow) – 12:42
8. Blow Away (Brent Mydland, Barlow) – 12:28

### CD 2
1. Box of Rain (Phil Lesh, Hunter) – 4:46
2. Scarlet Begonias (Garcia, Hunter) – 9:58
3. Fire on the Mountain (Mickey Hart, Hunter) – 13:42
4. Estimated Prophet (Weir, Barlow) – 9:12
5. Standing on the Moon (Garcia, Hunter) – 8:19
6. Rhythm Devils (Hart, Bill Kreutzmann) – 10:08

### CD 3
1. Space (Garcia, Lesh, Weir) – 10:09
2. The Other One (Weir, Kreutzmann) – 7:47
3. Wharf Rat (Garcia, Hunter) – 10:32
4. Turn On Your Love Light (Joseph Scott, Deadric Malone) – 8:20
5. Knockin' on Heaven's Door (Dylan) – 8:41

## Musiciens
- Jerry Garcia : guitare, chant
- Mickey Hart : batterie
- Bill Kreutzmann : batterie
- Phil Lesh : basse, chant
- Brent Mydland : claviers, chant
- Bob Weir : guitare, chant